# 小行星5444
小行星5444（5444 Gautier）是一颗绕太阳运转的小行星，为主小行星带小行星。该小行星于1991年8月5日发现。

## 轨道参数
小行星5444的轨道半长轴为2.3773310 UA，离心率为0.157。